# Закутинці (Білоцерківський район)
Заку́тинці — село в Україні, у Медвинській сільській громаді Білоцерківського району Київської області. Населення становить 251 особа.